# Catherine O'Brien
Œuvres principales
- La comédie divine de Martin Scorsese (2018)
- La Celluloid Madonna (2011)
- Les réponses fictives des femmes à la Première Guerre mondiale (1997).

Catherine O'Brien (née en 1962) est une universitaire britannique, critique de cinéma, linguiste et écrivaine. Ses domaines principaux sont le cinéma français; la Première Guerre mondiale, dans les cultures française et allemande en lien avec l'art et la littérature comparée et les intersections entre le cinéma, la théologie et la religion,,,.

## Éducation
O'Brien obtint un baccalauréat universitaire ès arts (licence) en 1985 ainsi qu'un doctorat en philosophie (Ph.D.) en 1994 en culture et langue française et allemande de l'Université de Hull à Kingston upon Hull, une ville de l'East Riding of Yorkshire en Angleterre,.

## Carrière académique
O'Brien fut maître de conférences, directrice de thèses et cheffe de modules en langues modernes (français et allemand) et en études cinématographiques à l'Université de Kingston située à Kingston upon Thames dans le Grand Londres au Royaume-Uni de 1989 à 2017. Elle fut principalement basée sur le campus de Penrhyn Road au sein de la faculté des Humanités et sciences sociales (en anglais: Faculty of Arts and Social Sciences) et a enseigné un large éventail de cours pour les diplômes d'études françaises et cinématographiques et a été cheffe de discipline pour le cinéma français; la Nouvelle Vague, les archetypes féminins à l'écran; le cinéma européen ou la langue française. Elle fut également directrice du Master of Art en études cinématographiques supervisant également des thèses doctorales portant sur divers sujets tels les films de John Ford. Elle devient par la suite codirectrice du 'Centre d'études mariales' (en anglais: Center for Marian Studies) à l'Université de Roehampton en Angleterre. O'Brien a été professeur invité dans plusieurs universités en occident telles que l'Université de Westminster ou L’Université Notre-Dame-du-Lac (en anglais : University of Notre Dame du Lac), une université catholique américaine située à South Bend en Indiana,.

### Livres
- (en) Catherine O'Brien, Martin Scorsese's divine comedy : movies and religion, Londres ; New York, Bloomsbury, 2018 (ISBN 978-1-350-00330-9, 978-1-350-00329-3 et 978-1-350-00328-6, OCLC 1031368033, lire en ligne)[21].
- Catherine O'Brien, The Celluloid Madonna : From Scripture to Screen, Londres ; New York, Wallflower Press, 2011, 224 p. (ISBN 978-0-231-50181-1, OCLC 811410372, lire en ligne).
- (en) Catherine O'Brien, Women's fictional responses to the First World War : a comparative study of selected texts by French and German writers, New York, P. Lang, 1997 (ISBN 978-0-8204-3141-3, OCLC 34114914, lire en ligne).

### Articles
- O’Brien, Catherine, « Amour, qu'as-tu fait pour moi? Eros et agape dans La Loi du silence (1953) d'Alfred Hitchcock », Journal of Religion and Film, no 18,‎ 2014 (ISSN 1092-1311).
- O’Brien, Catherine, « Bons baisers de Bruges: paradis ou enfer? », Littérature et théologie, no 26,‎ 2012, p. 93-105 (ISSN 0269-1205).
- O’Brien, Catherine, « Le film marial au 21e siècle », Marian Studies, no 60,‎ 2009, p. 287-296 (ISSN 0464-9680).
- O’Brien, Catherine, « Lectures mythologiques de la maternité de Marie », Marian Studies, no 57,‎ 2006 (ISSN 0464-9680).
- O’Brien, Catherine, « Recherche de la perfection de la forme: réponses culturelles françaises au dogme de l'Immaculée Conception », Études mariales, no LV,‎ 2004, p. 114-134 (ISSN 0464-9680).
- O’Brien, Catherine, « Du sacré au profane: traductions des récits de l'enfance dans la culture française du XXe siècle », A Journal of Marian Studies, no 3 (2),‎ 2003, p. 226-238 (ISSN 1462-4087).
- O’Brien, Catherine, « Quand le radical rencontre le conservateur: Jean-Luc Godard, Jean Delannoy et la Vierge Marie », Literature and theology, no 15,‎ 2001, p. 174-186 (ISSN 0269-1205).
- O’Brien, Catherine, « Écriture Autrement: Atlan, Marguerite Duras, Liliane Giraudon, Marie Redonnet et Wittig par Jeannette Gaudet », Études françaises, no 55,‎ 2001, p. 276-277 (ISSN 0016-1128).
- O’Brien, Catherine, « Beyond the can[n]on: les réponses des femmes françaises à la Première Guerre mondiale », Études culturelles françaises, no 7 (20),‎ 1996, p. 201-213 (ISSN 0957-1558).

### Sections de livre
- O’Brien, Catherine, « Les femmes dans les évangiles cinématographiques », dans Burnette-Bletsch, Rhonda, The Bible in motion: a handbook of the Bible and its reception in film, Berlin, Allemagne, Walter de Gruyter GmbH & Co KG., 2016, 449-462 p. (ISBN 9781614515616)).
- O’Brien, Catherine, « Marie au cinéma », dans Boss, Sarah Jane, Mary: la ressource complète, Londres, Royaume-Uni, Continuum, 2007, 532-536 p. (ISBN 0860123413)).
- O’Brien, Catherine, « Marie dans la littérature européenne moderne », dans Boss, Sarah Jane, Mary: la ressource complète, Londres, Royaume-Uni, Continuum, 2007, 521-531 p. (ISBN 0860123413)).
- O’Brien, Catherine, « Rituels sacrificiels et cœurs blessés: les usages du symbolisme chrétien dans les réponses des femmes françaises et allemandes à la Première Guerre mondiale », dans Fell, Alison S. et Sharp, Ingrid, The Women’s Movement in Wartime: International Perspectives, 1914-19, Basingstoke, Royaume-Uni, Palgrave Macmillan, 2007, 244-259 p. (ISBN 0230019668)).
- O’Brien, Catherine, « Un double message: les réponses littéraires françaises à la mariologie », dans Cooke, Paul and Lee, Jane, Religion en France et littérature francophone, des années 1780 aux années 1980, Nouvelle-Orléans, États-Unis, University Press of the South, 2000, 201-213 p. (ISBN 1889431524)).
- O’Brien, Catherine, « Il n'y a pas de plus grand amour: l'imagerie biblique dans la littérature féminine de la Première Guerre mondiale », dans Schneider, Thomas F, L'expérience de la guerre et la création de mythes: l'image de la guerre moderne dans la littérature, le théâtre, la photographie et le cinéma, Osnabrück, Allemagne, Universitätsverlag Rasch, 1999, 339-351 p. (ISBN 9783934005143)).